# Jacques Brotchi
Jacques Brotchi (* 11. August 1942 in Lüttich) ist ein belgischer Neurochirurg und Politiker.

## Leben
Brotchi schloss 1967 sein Medizinstudium an der Universität Lüttich ab und spezialisierte sich anschließend in der Neurochirurgie bei Professor Joël Bonnal, dessen Stellvertreter er bis 1981 war. 1981 wurde er beauftragt die neurochirurgische Abteilung des Erasmus Krankenhauses der Université Libre de Bruxelles  aufzubauen, deren Leitung er bis 2007 innehatte. Außerdem war er Professor an der ULB und hatte dort bis zu seiner Emeritierung im Oktober 2007 den Lehrstuhl für Neurochirurgie inne.
Von 1997 bis 2001 leitete er den Arbeitskreis für Ausbildung des Weltverbandes der Neurochirurgen (WFNS). Hier setzte er sich besonders für die Verbesserung des fachlichen Unterrichts in den Entwicklungsländern ein. Er war Präsident der belgischen Gesellschaft für Neurochirurgie sowie der „Société de Neurochirurgie de Langue Française“, deren Tätigkeitsfeld alle französischsprachigen Länder umfasst.
Ab Juni 2005 wurde er für eine Dauer von vier Jahren zum Vorsitzenden des Weltverbandes der Neurochirurgen berufen. Er erhielt zahlreiche belgische und internationale Auszeichnungen, so ist er Mitglied der französischen Académie nationale de chirurgie, der American Academy of Neurological Surgery (AANS), welche ihn 2004 zum „Honorary Member“ ernannte – der höchsten und seit 1997 nicht mehr vergebenen Auszeichnung dieser Institution – sowie ausländisches Mitglied der Russischen Akademie der Wissenschaften.

## Politische Laufbahn
Nach seiner Kooptierung in den belgischen Senat, setzte er sich in erster Linie für medizinische Belange ein. So gründete er die Senatskommission für Bioethik und war Urheber einer intensiven Senatsdebatte über das Passivrauchen, mit dem Ziel das Rauchen in Restaurants und Sportkantinen zu untersagen.
2006, 2012 und 2018 wurde er in den Stadtrat seines Wohnortes Uccle gewählt. Im Juli 2007 wurde für eine zweite Legislaturperiode (2007–2011) als Mitglied des belgischen Senats bestätigt. Vom 14. Dezember 2018 bis zum 4. Juli 2019 war Jacques Brotchi Präsident des belgischen Senats.

## Ehrentitel
- Ritter der Ehrenlegion in Frankreich
- Ritter des Dannebrog-Ordens in Dänemark
- Großkommandeur des Verdienstordens in Spanien
- Erhebung in den belgischen Adelsstand als Ritter, durch König Bauduin 1988
- Erhebung zum Baron durch König Albert II. 2007